# Sojuz TM-29
Sojuz TM-29 (Союз ТМ-29) – rosyjska załogowa misja kosmiczna, stanowiąca trzydziestą ósmą załogową wyprawę na pokład stacji kosmicznej Mir.
Pojazd, wyniesiony na orbitę przez rakietę nośną Sojuz 11A511U, połączył się ze stacją kosmiczną Mir 22 lutego 1999 o godzinie 05:36 UTC. Na pokładzie znajdował się tylko jeden rosyjski kosmonauta, Wiktor Afanasjew – dwa pozostałe miejsca zajmowali Francuz, Jean-Pierre Haigneré i Słowak, Ivan Bella. W związku z tym znajdujący się na pokładzie stacji inżynier Awdiejew musiał pozostać na jej pokładzie dłużej.